# Сан Хосе де ла Монтања (Запопан)
Сан Хосе де ла Монтања (шп. San José de la Montaña) насеље је у Мексику у савезној држави Халиско у општини Запопан. Насеље се налази на надморској висини од 1870 м.

## Становништво
Према подацима из 2005. године у насељу је живело 7 становника.

### Хронологија
| Година       | 2000       | 2005 |
| ------------ | ---------- | ---- |
| Становништво | 15 (7 / 8) | 7    |

### Попис
| # | Индикатор                        | Вредност |
| - | -------------------------------- | -------- |
| 1 | Укупно појединачних домаћинстава | 2        |